# Pucciniosira pallidula
Pucciniosira pallidula är en svampart som först beskrevs av Speg., och fick sitt nu gällande namn av Gustaf Lagerheim 1894. Pucciniosira pallidula ingår i släktet Pucciniosira och familjen Pucciniosiraceae.   Inga underarter finns listade i Catalogue of Life.